# Villaescusa de Haro
Villaescusa de Haro – gmina w Hiszpanii, w prowincji Cuenca, w Kastylii-La Mancha, o powierzchni 90,2 km². W 2011 roku gmina liczyła 587 mieszkańców.